# Spreidvoet
Een spreidvoet is een afwijking aan de voet met de medische naam 'pes planotransversus'. 
Bij een spreidvoet, die ook wel een 'doorgezakte voorvoet' wordt genoemd kan iemand veel klachten in de voorkant van de voet ondervinden.
Een spreidvoet wordt veroorzaakt door een doorgezakte voorvoetboog en verzwakte middenvoetbeentjes. Dit kan het gevolg zijn van bijvoorbeeld reuma of een aangeboren aanleg. Andere factoren zijn hoge hakken, lange periodes staan en overgewicht. Een spreidvoet komt met grote regelmaat voor en met name bij vrouwen.
Een spreidvoet kan resulteren in hallux valgus bij het dragen van slecht, nauw of hooggehakt schoeisel. Ook kan het resulteren in de zenuwbeknelling Mortons neuralgie.
Belangrijk is dus dat je bij een spreidvoet goed schoeisel draagt met voldoende ruimte, eventueel gecombineerd met steunzolen.